# St. Lawrence Island

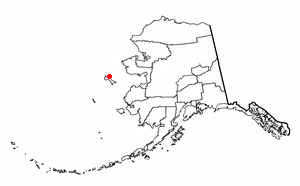
Lokaliseringskarta

St. Lawrence Island är en ö som ligger väst om Alaskas fastland i Berings hav, precis syd om Berings sund. Ön är en del av den amerikanska delstaten Alaska, men ligger närmre Ryssland än Alaskas fastland. Ön tros vara en av de sista delarna av den landbrygga som under pleistocen band ihop Asien med Nordamerika. Det är den sjätte största ön i USA med en yta på 4 640 km². Näbbmusarten Sorex jacksoni förekommer bara på St. Lawrence Island.

## Geografi
Enligt 2000 års folkräkning har ön totalt 1 292 invånare. Ön har inga träd, den enda växtligheten på ön består av viden, som blir högst 30 centimeter hög.
Ön är välbesökt av sjöfåglar och däggdjur som lever i havet, eftersom en ström driver dit och för med sig vatten som innehåller mycket näringsrikt vatten från Berings hav.

## Historia
Ön kallades förr Sivuqaq av yupikfolket som bor där. Ön besöktes av Vitus Bering på Sankt Laurentiusdagen (Larsmäss), den 10 augusti 1728, och döptes efter detta besök. Ön är den första platsen i Alaska som veterligen besökts av europeiska utforskare.
1867 köpte USA ön från Ryssland tillsammans med Alaska.
Under mitten av 1800-talet bodde omkring 4000 yupiker i flera byar på ön. De överlevde genom att jaga valross och val och genom fiske. 1878 till 1880 rådde svält, vilket ledde till att många dog och många flyttade ifrån ön.
Renen introducerades på ön år 1900 i ett försök att förbättra dess ekonomi. Renhjorden växte till omkring 10 000 djur år 1917, men har sedan dess minskat. Ren är än idag en viktig födokälla på ön.

## Demografi
Ön innehåller i nuläget två byar, Savoonga och Gambell, vilka enligt folkräkningsdefinitionerna täcker största delen av öns yta. Ön är bebodd främst av yupikfolk.